# Ondřej Raszka
Ondřej Raszka (ur. 4 marca 1990 w Trzyńcu) – czeski hokeista pochodzenia polskiego, reprezentant Polski.
Jego brat Jiří (ur. 1988) także był hokeistą.

## Kariera
- HC Oceláři Trzyniec U18 (2004–2007)
  -  HC Hawierzów U18 (2006–2007)
  -  HC Hawierzów U20 (2006–2007)
- HC Oceláři Trzyniec U20 (2007–2009)
- HC Oceláři Trzyniec (2009)
- MHC Martin U20 (2009–2010)[4]
- KTH Krynica (2010)
- Cracovia (2010–2012)
- IHC Pisek (2012)
- HC Prostějov (2012–2013)
- HC GKS Katowice (2013)
- Ciarko PBS Bank KH Sanok (2013-2014)
- MMKS / Podhale Nowy Targ (2014-2016)
- Telford Tigers (2016)
- Polonia Bytom (2016-2017)
- JKH GKS Jastrzębie (2017-2020)
- HC Oceláři Trzyniec (2020-)
  -  HC Frýdek-Místek (2020-2021)
  -  GKS Tychy (2021)

Wychowanek klubu HC Oceláři Trzyniec, jednak poza występami w drużynach juniorskich, w zespole seniorskim rozegrał jeden mecz. Od 2010 gra w polskich klubach: w 2010 w Krynicy, od 2010 do 2012 w Krakowie, od połowy 2013 w Katowicach, od grudnia 2013 do końca sezonu 2013/2014 wypożyczony do Sanoka. Od kwietnia 2014 zawodnik MMKS Podhale Nowy Targ. W marcu 2015 przedłużył kontrakt o rok. Od maja do końca listopada 2016 zawodnik angielskiego klubu Telford Tigers w brytyjskich rozgrywkach English Premier Ice Hockey League. Od początku grudnia 2016 zawodnik Polonii Bytom. Na początku października 2017 odszedł z Bytomia i został zawodnikiem JKH GKS Jastrzębie. W kwietniu 2020 został zawodnikiem macierzystego klubu z Trzyńca. Od tego czasu występował jednak w podległym zespole HC Frýdek-Místek. W styczniu 2021 został wypożyczony do GKS Tychy ma czas do końca sezonu 2020/2021. 1 listopada 2021 ogłoszono jego odejście z tego klubu.
8 lutego 2015, podczas turnieju EIHC, zadebiutował w reprezentacji Polski.
W maju 2022 ogłosił zakończenie kariery zawodniczej.

## Sukcesy

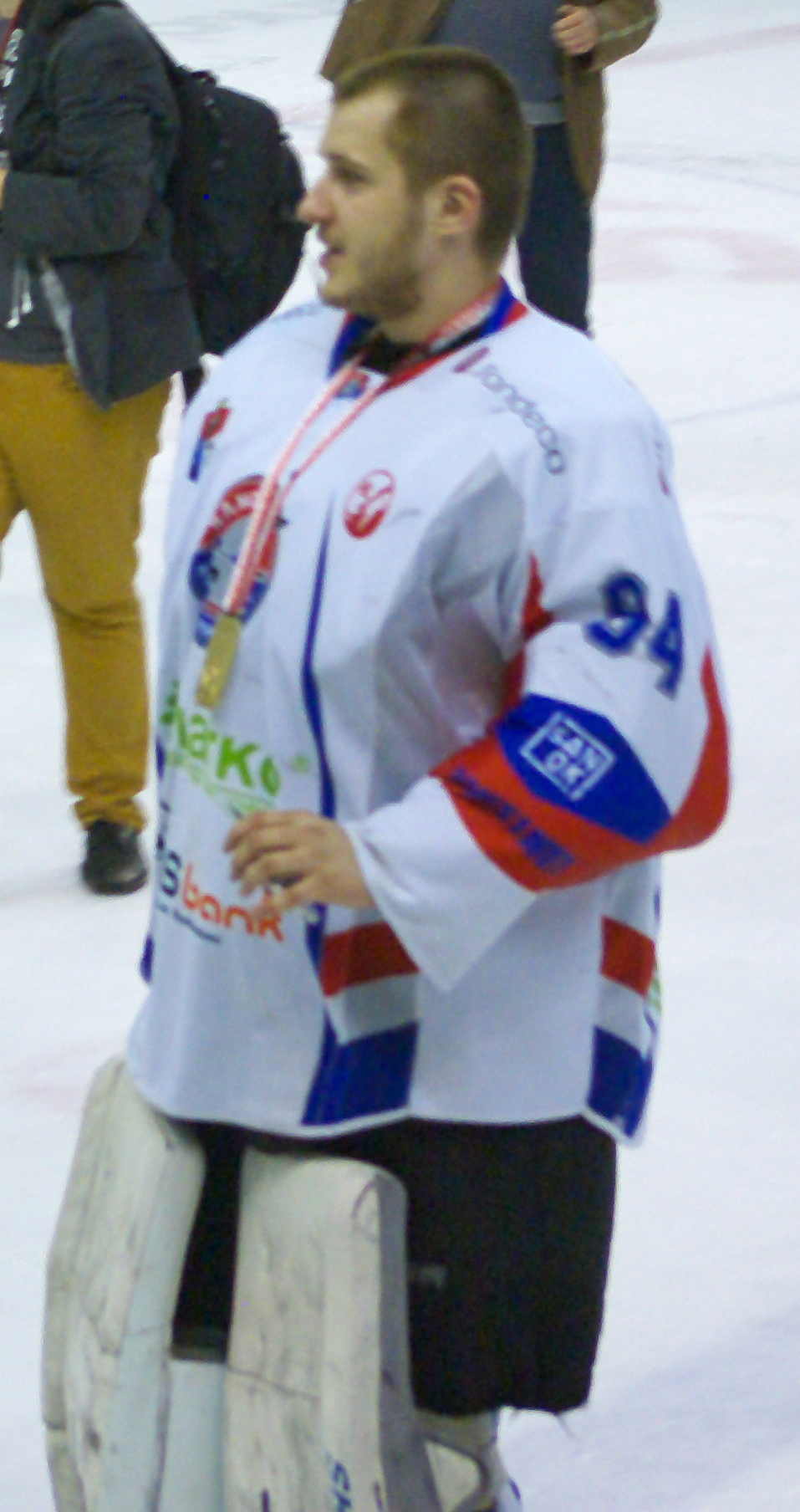
Ondřej Raszka w barwach Ciarko PBS Bank KH Sanok ze złotym medalem mistrzostw Polski (2014)

Klubowe
- Złoty medal mistrzostw Polski: 2011 z Cracovią, 2014 z Ciarko PBS Bank KH Sanok
- Srebrny medal mistrzostw Polski: 2012 z Cracovią
- Brązowy medal mistrzostw Polski: 2015, 2016 z Podhalem Nowy Targ, 2017 z Polonią Bytom, 2020[26] z JKH GKS Jastrzębie, 2021 z GKS Tychy
- Finał Pucharu Polski: 2015 z Podhalem Nowy Targ
- Puchar Polski: 2018, 2019 z JKH GKS Jastrzębie
- Puchar Wyszehradzki: 2020 z JKH GKS Jastrzębie

Indywidualne
- Polska Hokej Liga (2014/2015):
  - Drugie miejsce w klasyfikacji skuteczności interwencji w sezonie zasadniczym: 93,8%
  - Trzecie miejsce w klasyfikacji średniej goli straconych na mecz w sezonie zasadniczym: 2,00
  - Drugie miejsce w klasyfikacji liczby meczów bez straty gola w sezonie zasadniczym: 5
- Puchar Polski w hokeju na lodzie 2019:
  - Najlepszy zawodnik JKH GKS Jastrzębie w meczu finałowym przeciw Unii Oświęcim (2:0) 28 grudnia 2019[27]